# Villablino (ort)
Villablino är en ort i Spanien.   Den ligger i provinsen Provincia de León och regionen Kastilien och Leon, i den nordvästra delen av landet, 400 km nordväst om huvudstaden Madrid. Villablino ligger 1 002 meter över havet och antalet invånare är 10 660.
Terrängen runt Villablino är huvudsakligen kuperad. Villablino ligger nere i en dal. Runt Villablino är det mycket glesbefolkat, med 2 invånare per kvadratkilometer. Villablino är det största samhället i trakten. I omgivningarna runt Villablino växer i huvudsak blandskog.